# Roger Viau
Pour les articles homonymes, voir Viau.
Roger Viau, né en 1906 à Montréal et mort dans cette même ville le 19 mars 1986, est un peintre, romancier et historien québécois.

## Biographie
Il fait ses études aux collèges Sainte-Marie et Loyola, puis à l’École des Hautes Études commerciales.
En 1938, il est élu membre du Conseil d’administration de la biscuiterie Viau, fondée par son grand-père en 1867, et dont il devient président à partir de 1940.
C’est à Montréal, le 19 mars 1986, qu’est mort Roger Viau. 

## Œuvre

### Roman
- Au milieu, la montagne, 1951 ; réédition, Les Herbes rouges, coll. « Typo » no 14, 1992  (ISBN 978-2-8929-5014-4)

### Recueil de nouvelles
- Contes en noir et en couleur, 1948

### Essais historiques
- Cavelier de La Salle, 1960
- Lord Durham, 1962
- Un siècle de progrès : historique de Viau ltée, 1967
- Doubt in Canon Law. (Séries: CUA Studies in Canon Law) The Catholic University of America, thesis. Reprint 2013 (ISBN 0813225140)

### Mémoires
- Mon temps et moi, 1976